# The Longest Year
The Longest Year — мини-альбом шведской метал-группы Katatonia, выпущенный 10 марта 2010 года на Peaceville.
Композиции «The Longest Year», «Day & Then the Shade» и «Idle Blood» ранее появились на альбоме группы Night Is the New Day. Версии композиций «Day & Then the Shade» и «Idle Blood», представленные на мини-альбоме, являются ремиксами.
Также на мини-альбоме присутствуют видеоклипы на «The Longest Year» и «Day & Then the Shade», снятые Чарли Гранбергом и Лассе Хойле соответственно.

## Список композиций
Все тексты и музыка написаны Йонасом Ренксе, исключая «Idle Blood (Linje 14)» за авторством Андерса Нюстрёма.
| №                   | Название                                     | Длительность |
| ------------------- | -------------------------------------------- | ------------ |
| 1.                  | «The Longest Year»                           | 4:42         |
| 2.                  | «Sold Heart»                                 | 4:31         |
| 3.                  | «Day & Then The Shade (Frank Default Remix)» | 5:35         |
| 4.                  | «Idle Blood (Linje 14)»                      | 3:23         |
| 5.                  | «The Longest Year» (Видеоклип)               | 4:06         |
| 6.                  | «Day & Then the Shade» (Видеоклип)           | 4:26         |
| Общая длительность: | Общая длительность:                          | 26:03        |

## Участники записи
Katatonia
- Йонас Ренксе — вокал, продакшн
- Андерс Нюстрём — гитара, продакшн
- Фредрик Норрман — гитара
- Маттиас Норрман — бас-гитара
- Даниэль Лильеквист — ударные